# Brarup Å
Brarup Å (på tysk Munkbrarupau) er en å i Munkbrarup Sogn i det nordlige Angel i landsdelen Sydslesvig. Administrativ hører åen under Slesvig-Flensborg kreds i den nordtyske delstat Slesvig-Holsten. Brarup Å har to kildearme og dannes ved sammenløb af Polddam vandløb, som udspringer ved kådnerstedet Polddam nordøst for Husby og af Stuskær vandløb, som udspringer øst for Grimmerup. Åen løber nord om Husby, gennem Vonskær ved Runmark, Rosgård og Munkbrarup forbi, gennem Munkbrarup Mølledam og munder efter 14,5 km ved Lyksborg ud i Flensborg Fjord. Åens nedre løb ved Lyksborg omtales som Svendå. Delvis opfattes Brarup Å også som biflod til Svendåen, hvormed strækningen reduceres til 10,6 km.
Brarup Å er første gang nævnt 1780. Synonym med Brarup Å bruges også Ryde Bæk efter landsbyen Ryde og Runbæk. På tysk fik åen navnet Munkbrarupau (→ Munkbrarup Å). Runbæk er formentlig (ligesom Runå) en elliptisk form af Runmarkbæk, efter landsbyen Runmark i Rylskov Sogn. Et stednavn rund, runde, idenstisk med subst. rund for bæk, vandløb forekommer ellers ikke sjældent i Vest- og Midtjylland.